# Podi dei XXI Giochi olimpici invernali
Le giornate dei XXI Giochi olimpici invernali, che si sono svolti a Vancouver dal 12 al 28 febbraio 2010, sono state scandite dall'assegnazione delle medaglie nei vari eventi delle 15 discipline del programma.
Di seguito sono riportati i podi giorno per giorno come da calendario. Per le discipline con due e più atleti (dal pattinaggio di figura all'hockey su ghiaccio) si parla di squadra e la medaglia va assegnata alla nazione.

## Riepilogo

### 1ª giornata (13 febbraio)
| Disciplina              | Evento                      | Oro                 | Argento          | Bronzo                |
| Biathlon                | 7,5 km sprint femminile     | Anastasija Kuz'mina | Magdalena Neuner | Marie Dorin           |
| Freestyle               | Gobbe femminile             | Hannah Kearney      | Jennifer Heil    | Shannon Bahrke        |
| Pattinaggio di velocità | 5000 m maschile             | Sven Kramer         | Lee Seung-Hoon   | Ivan Skobrev          |
| Salto con gli sci       | Trampolino normale maschile | Simon Ammann        | Adam Małysz      | Gregor Schlierenzauer |
| Short track             | 1500 m maschile             | Lee Jung-Su         | Apolo Anton Ohno | J.R. Celski           |

### 2ª giornata (14 febbraio)
| Disciplina              | Evento                      | Oro                 | Argento             | Bronzo            |
| Biathlon                | 10 km sprint maschile       | Vincent Jay         | Emil Hegle Svendsen | Jakov Fak         |
| Combinata nordica       | Trampolino normale maschile | Jason Lamy-Chappuis | Johnny Spillane     | Alessandro Pittin |
| Freestyle               | Gobbe maschile              | Alexandre Bilodeau  | Dale Begg-Smith     | Bryon Wilson      |
| Pattinaggio di velocità | 3000 m femminile            | Martina Sáblíková   | Stephanie Beckert   | Kristina Groves   |
| Sci alpino              | Supercombinata femminile    | Maria Riesch        | Julia Mancuso       | Anja Pärson       |
| Slittino                | Singolo maschile            | Felix Loch          | David Möller        | Armin Zöggeler    |

### 3ª giornata (15 febbraio)
| Disciplina              | Evento                   | Oro             | Argento               | Bronzo        |
| Pattinaggio di figura   | Coppie                   | Cina            | Cina                  | Germania      |
| Pattinaggio di velocità | 500 m maschile           | Mo Tae-Bum      | Keiichiro Nagashima   | Joji Kato     |
| Sci alpino              | Discesa libera maschile  | Didier Défago   | Aksel Lund Svindal    | Bode Miller   |
| Sci di fondo            | 10 km femminile          | Charlotte Kalla | Kristina Šmigun-Vähi  | Marit Bjørgen |
| Sci di fondo            | 15 km maschile           | Dario Cologna   | Pietro Piller Cottrer | Lukáš Bauer   |
| Snowboard               | Snowboard cross maschile | Seth Wescott    | Mark Robertson        | Tony Ramoin   |

### 4ª giornata (16 febbraio)
| Disciplina              | Evento                        | Oro              | Argento             | Bronzo               |
| Biathlon                | 10 km inseguimento femminile  | Magdalena Neuner | Anastasija Kuz'mina | Marie-Laure Brunet   |
| Biathlon                | 12,5 km inseguimento maschile | Björn Ferry      | Christoph Sumann    | Vincent Jay          |
| Pattinaggio di velocità | 500 m femminile               | Lee Sang-Hwa     | Jenny Wolf          | Wang Beixing         |
| Sci alpino              | Supercombinata maschile       | Bode Miller      | Ivica Kostelić      | Silvan Zurbriggen    |
| Slittino                | Singolo femminile             | Tatjana Hüfner   | Nina Reithmayer     | Natalie Geisenberger |
| Snowboard               | Snowboard cross femminile     | Maëlle Ricker    | Déborah Anthonioz   | Olivia Nobs          |

### 5ª giornata (17 febbraio)
| Disciplina              | Evento                   | Oro            | Argento              | Bronzo          |
| Pattinaggio di velocità | 1000 m maschile          | Shani Davis    | Mo Tae-Bum           | Chad Hedrick    |
| Sci alpino              | Discesa libera femminile | Lindsey Vonn   | Julia Mancuso        | Elisabeth Görgl |
| Sci di fondo            | Sprint femminile         | Marit Bjørgen  | Justyna Kowalczyk    | Petra Majdič    |
| Sci di fondo            | Sprint maschile          | Nikita Krjukov | Aleksandr Panžinskij | Petter Northug  |
| Short track             | 500 m femminile          | Wang Meng      | Marianne St-Gelais   | Arianna Fontana |
| Slittino                | Doppio                   | Austria        | Lettonia             | Germania        |
| Snowboard               | Halfpipe maschile        | Shaun White    | Peetu Piiroinen      | Scotty Lago     |

### 6ª giornata (18 febbraio)
| Disciplina              | Evento                      | Oro                 | Argento                              | Bronzo              |
| Biathlon                | 15 km individuale femminile | Tora Berger         | Elena Chrustalëva                    | Dar″ja Domračava    |
| Biathlon                | 20 km individuale maschile  | Emil Hegle Svendsen | Sjarhej Novikaŭ Ole Einar Bjørndalen | Non assegnato       |
| Pattinaggio di figura   | Individuale maschile        | Evan Lysacek        | Evgenij Pljuščenko                   | Daisuke Takahashi   |
| Pattinaggio di velocità | 1000 m femminile            | Christine Nesbitt   | Annette Gerritsen                    | Laurine van Riessen |
| Snowboard               | Halfpipe femminile          | Torah Bright        | Hannah Teter                         | Kelly Clark         |

### 7ª giornata (19 febbraio)
| Disciplina   | Evento                 | Oro                | Argento            | Bronzo              |
| Sci alpino   | Supergigante maschile  | Aksel Lund Svindal | Bode Miller        | Andrew Weibrecht    |
| Sci di fondo | Inseguimento femminile | Marit Bjørgen      | Anna Haag          | Justyna Kowalczyk   |
| Skeleton     | Singolo femminile      | Amy Williams       | Kerstin Szymkowiak | Anja Huber          |
| Skeleton     | Singolo maschile       | Jon Montgomery     | Martins Dukurs     | Alexander Tretiakov |

### 8ª giornata (20 febbraio)
| Disciplina              | Evento                    | Oro                | Argento        | Bronzo                |
| Pattinaggio di velocità | 1500 m maschile           | Mark Tuitert       | Shani Davis    | Håvard Bøkko          |
| Salto con gli sci       | Trampolino lungo maschile | Simon Ammann       | Adam Małysz    | Gregor Schlierenzauer |
| Sci alpino              | Supergigante femminile    | Andrea Fischbacher | Tina Maze      | Lindsey Vonn          |
| Sci di fondo            | Inseguimento maschile     | Marcus Hellner     | Tobias Angerer | Johan Olsson          |
| Short track             | 1000 m maschile           | Lee Jung-Su        | Lee Ho-Suk     | Apolo Anton Ohno      |
| Short track             | 1500 m femminile          | Zhou Yang          | Lee Eun-byeol  | Park Seung-Hi         |

### 9ª giornata (21 febbraio)
| Disciplina              | Evento                              | Oro              | Argento         | Bronzo             |
| Biathlon                | 12,5 km partenza in linea femminile | Magdalena Neuner | Ol'ga Zajceva   | Simone Hauswald    |
| Biathlon                | 15 km partenza in linea maschile    | Evgenij Ustjugov | Martin Fourcade | Pavol Hurajt       |
| Bob                     | Bob a due maschile                  | Germania         | Germania        | Russia             |
| Freestyle               | Ski cross maschile                  | Michael Schmid   | Andreas Matt    | Audun Grønvold     |
| Pattinaggio di velocità | 1500 m femminile                    | Ireen Wüst       | Kristina Groves | Martina Sáblíková  |
| Sci alpino              | Slalom gigante maschile             | Carlo Janka      | Kjetil Jansrud  | Aksel Lund Svindal |

### 10ª giornata (22 febbraio)
| Disciplina            | Evento                     | Oro      | Argento     | Bronzo   |
| Pattinaggio di figura | Danza su ghiaccio          | Canada   | Stati Uniti | Russia   |
| Salto con gli sci     | Gara a squadre maschile    | Austria  | Germania    | Norvegia |
| Sci di fondo          | Sprint a squadre femminile | Germania | Svezia      | Russia   |
| Sci di fondo          | Sprint a squadre maschile  | Norvegia | Germania    | Russia   |

### 11ª giornata (23 febbraio)
| Disciplina              | Evento                     | Oro             | Argento        | Bronzo           |
| Biathlon                | Staffetta 4x6 km femminile | Russia          | Francia        | Germania         |
| Combinata nordica       | Gara a squadre maschile    | Austria         | Stati Uniti    | Germania         |
| Freestyle               | Ski cross femminile        | Ashleigh McIvor | Hedda Berntsen | Marion Josserand |
| Pattinaggio di velocità | 10000 m maschile           | Lee Seung-Hoon  | Ivan Skobrev   | Bob de Jong      |

### 12ª giornata (24 febbraio)
| Disciplina              | Evento                     | Oro                 | Argento           | Bronzo          |
| Bob                     | Bob a due femminile        | Canada              | Canada            | Stati Uniti     |
| Freestyle               | Salti femminile            | Lydia Lassila       | Li Nina           | Guo Xinxin      |
| Pattinaggio di velocità | 5000 m femminile           | Martina Sáblíková   | Stephanie Beckert | Clara Hughes    |
| Sci alpino              | Slalom gigante femminile   | Viktoria Rebensburg | Tina Maze         | Elisabeth Görgl |
| Sci di fondo            | Staffetta maschile         | Svezia              | Norvegia          | Rep. Ceca       |
| Short track             | 3000 m staffetta femminile | Cina                | Canada            | Stati Uniti     |

### 13ª giornata (25 febbraio)
| Disciplina            | Evento                    | Oro             | Argento         | Bronzo           |
| Combinata nordica     | Trampolino lungo maschile | Bill Demong     | Johnny Spillane | Bernhard Gruber  |
| Freestyle             | Salti maschile            | Aljaksej Hryšyn | Jeret Peterson  | Liu Zhongqing    |
| Hockey su ghiaccio    | Torneo femminile          | Canada          | Stati Uniti     | Finlandia        |
| Pattinaggio di figura | Individuale femminile     | Kim Yu-Na       | Mao Asada       | Joannie Rochette |
| Sci di fondo          | Staffetta femminile       | Norvegia        | Germania        | Finlandia        |

### 14ª giornata (26 febbraio)
| Disciplina  | Evento                             | Oro                 | Argento             | Bronzo                  |
| Biathlon    | Staffetta 4x7,5 km maschile        | Norvegia            | Austria             | Russia                  |
| Curling     | Torneo femminile                   | Svezia              | Canada              | Cina                    |
| Sci alpino  | Slalom speciale femminile          | Maria Riesch        | Marlies Schild      | Šárka Záhrobská         |
| Short track | 500 m maschile                     | Charles Hamelin     | Sung Si-Bak         | François-Louis Tremblay |
| Short track | 1000 m femminile                   | Wang Meng           | Katherine Reutter   | Park Seung-Hi           |
| Short track | 5000 m staffetta maschile          | Canada              | Corea del Sud       | Stati Uniti             |
| Snowboard   | Slalom gigante parallelo femminile | Nicolien Sauerbreij | Ekaterina Iljuchina | Marion Kreiner          |

### 15ª giornata (27 febbraio)
| Disciplina              | Evento                            | Oro                | Argento        | Bronzo              |
| Bob                     | Bob a quattro maschile            | Stati Uniti        | Germania       | Canada              |
| Curling                 | Torneo maschile                   | Canada             | Norvegia       | Svizzera            |
| Pattinaggio di velocità | Inseguimento a squadre femminile  | Germania           | Giappone       | Polonia             |
| Pattinaggio di velocità | Inseguimento a squadre maschile   | Canada             | Stati Uniti    | Paesi Bassi         |
| Sci alpino              | Slalom speciale maschile          | Giuliano Razzoli   | Ivica Kostelić | André Myhrer        |
| Sci di fondo            | 30 km femminile                   | Justyna Kowalczyk  | Marit Bjørgen  | Aino-Kaisa Saarinen |
| Snowboard               | Slalom gigante parallelo maschile | Jasey Jay Anderson | Benjamin Karl  | Mathieu Bozzetto    |

### 16ª giornata (28 febbraio)
| Disciplina         | Evento          | Oro            | Argento        | Bronzo       |
| Hockey su ghiaccio | Torneo maschile | Canada         | Stati Uniti    | Finlandia    |
| Sci di fondo       | 50 km maschile  | Petter Northug | Axel Teichmann | Johan Olsson |